# Beowulf (Schiff)
Die Beowulf war das zweite Schiff der Siegfried-Klasse, einer Klasse von acht Küstenpanzerschiffen der deutschen Kaiserlichen Marine. Bis 1899 waren die Schiffe als Panzerschiffe IV. Klasse bezeichnet.

## Bau
Mit dem Bau des Panzerschiffs IV. Klasse „P“' begann die Bremer Werft AG Weser im Januar 1890. Bereits am 8. November selben Jahres stand der Neubau zum Stapellauf bereit. Dabei wurde er durch den Direktor des Marine-Departements im Reichsmarineamt, Konteradmiral Hans Koester, nach der Hauptfigur einer angelsächsischen Heldendichtung auf dem Namen Beowulf getauft. Die Fertigstellung des Schiffs zog sich bis in den Herbst 1891 hin. Anschließend wurde mit den Werftprobefahrten begonnen, wobei der genaue Termin unbekannt ist.

## Einsatz

### Friedenszeit

#### 1892 bis 1900
Die Beowulf wurde am 1. April 1892 unter dem Befehl von Prinz Heinrich von Preußen, dem Bruder Kaiser Wilhelms II., erstmals offiziell in Dienst gestellt. Obwohl noch weitere Probefahrten unternommen werden mussten, wurde das Schiff dem Manövergeschwader zugeteilt, um die nach einer Kesselrohrexplosion ausgefallene Siegfried zu ersetzen. Noch im April unternahm das Schiff eine Fahrt von Wilhelmshaven über Helgoland nach Nordenham, während der sich neben Kaiser Wilhelm II. auch Erbgroßherzog Friedrich August von Oldenburg sowie der Staatssekretär des Reichsmarineamtes, Vizeadmiral Friedrich Hollmann, an Bord befanden. Ab Mai wurden die Probefahrten von Kiel aus fortgesetzt. Am 7. Juni nahm das Schiff an einer Flottenparade anlässlich eines Besuchs von Zar Alexander III. teil. Während dieser besichtigte der Zar gemeinsam mit dem Kaiser die Beowulf.
Mit dem Ende der Probefahrten am 19. Juni nahm das Panzerschiff den Dienst im Manövergeschwader auf und wurde Anfang Juli wieder in die Nordsee verlegt. Vom 30. Juli bis zum 8. August diente die Beowulf als Begleitschiff für die Kaiseryacht Kaiseradler. Auf dieser nahm der Kaiser an der Cowes Week teil. Nach einem viertägigen Aufenthalt vor Amrum trat die das Küstenpanzerschiff am 17. August wieder zum Manövergeschwader. Mit diesem Verband nahm die Beowulf an den ersten großen Herbstmanövern teil. Nach deren Abschluss wechselte das Schiff von dem fortan als I. Division bezeichneten Manövergeschwader in die II. Division, bis dahin Übungsgeschwader genannt, und löste die Friedrich der Große ab. In diesem Verband wurde die Beowulf bis zum Ende der Herbstmanöver im Jahr 1893 eingesetzt.
Ab dem 1. Oktober 1893 gehörte das Panzerschiff zur neugebildeten Reserve-Division der Nordsee, zunächst als Beischiff mit reduzierter Besatzung. Ab dem 1. Februar 1894 übernahm die Beowulf die Funktion als Stammschiff der Reserve-Division und damit auch die Ausbildung wechselnder Besatzungen von der Frithjof. Für die Herbstmanöver bildeten die drei Schiffe der Reserve-Division der Nordsee die unter dem Kommando von Konteradmiral Iwan Friedrich Julius Oldekop stehende IV. Division des vorübergehend gebildeten II. Geschwaders. Divisionsflaggschiff wurde die Hildebrand. Aufgrund von Leckagen an der Kesselanlage wurde die Beowulf nach dem Ende der Manöver am 2. Oktober außer Dienst gestellt und in der Folgezeit an der Kaiserlichen Werft Wilhelmshaven repariert.
Am 1. August 1895 konnte das Schiff wieder in Dienst gestellt werden. Zunächst erfolgte ein Einsatz im Rahmen der IV. Division des II. Geschwaders unter Konteradmiral Otto von Diederichs während der Herbstmanöver. Nach deren Ende löste die Beowulf ihr Schwesterschiff Hildebrand als Stammschiff der Reserve-Division der Nordsee ab. Im Oktober und November erfolgte jeweils eine Übungsfahrt in die Ostsee. Während der Herbstmanöver 1896 gehörte das Schiff wieder zum II. Geschwader, das in diesem Jahr unter dem Befehl von Konteradmiral Carl Barandon stand. Am 13. Oktober 1896 erlitt die Beowulf eine schwere Maschinenhavarie. Nach einer Notreparatur in Kiel wurde das Schiff nach Wilhelmshaven verlegt und dort zur endgültigen Reparatur am 13. November außer Dienst gestellt.
Die Beowulf wurde am 3. August 1897 wieder aktiviert und während der Herbstmanöver eingesetzt. Bereits am 13. September zwang ein erneuter Maschinenschaden zum Anlaufen der Kaiserlichen Werft Wilhelmshaven, die das Schiff bis zum 1. Oktober reparierte. Während des restlichen Jahres wurden verschiedene Übungen durchgeführt. Vom 15. bis 18. November musste dabei wegen zu schlechten Wetters der Hafen von Arendal angelaufen werden. Im Jahr 1898 fand neben Übungen der gesamten Reserve-Division der Nordsee auch eine Übungsreise gemeinsam mit der Frithjof statt. Diese begann am 31. Mai in Wilhelmshaven und war am 11. Juni beendet. Während der Reise wurden Molde, Ålesund und Stavanger angelaufen. Neben dem Einsatz während der Herbstmanöver erfolgte vom 12. bis 19. November eine Reise nach Gravesend als Abwechslung zum normalen Dienst. Im Jahr 1899 ist lediglich die Beteiligung an den Herbstmanövern im Verband des II. Geschwaders unter Konteradmiral Paul Hoffmann als Besonderheit zu nennen. Am 23. März 1900 wurde die Beowulf schließlich in Danzig außer Dienst gestellt.

#### Umbau
Wie auch die anderen Schiffe der Siegfried-Klasse wurde die Beowulf in den Folgemonaten durch die Kaiserliche Werft Danzig umgebaut. Die größte Änderung bestand in der Verlängerung des Rumpfes um eine mittig eingefügte Sektion. Mit den hierfür nötigen Arbeiten wurde am 15. Mai 1900 begonnen. Außerdem wurde eine neue Kesselanlage installiert, die Generatoren für die Stromversorgung des Schiffs erneuert sowie Änderungen an der Bewaffnung durchgeführt. Anstelle der bisher an Bord befindlichen 3,7-cm-Maschinenkanonen wurden zwei zusätzliche 8,8-cm-L/30-Schnelladekanonen eingebaut sowie drei der 35-cm-Torpedorohre durch solche mit 45 cm Durchmesser ersetzt. Aufgrund der größeren Kesselzahl erhielt das Schiff einen zweiten Schornstein, woraus zusammen mit der Verlängerung ein deutlich verändertes Aussehen resultierte. Durch den Umbau, der Mitte 1902 abgeschlossen wurde, konnte die Höchstgeschwindigkeit des Schiffs leicht sowie seine Reichweite deutlich gesteigert werden. Letzteres wurde durch die Erhöhung des Brennstoffvorrats auf bis zu 580 t Kohle erreicht.

#### 1902 bis 1909

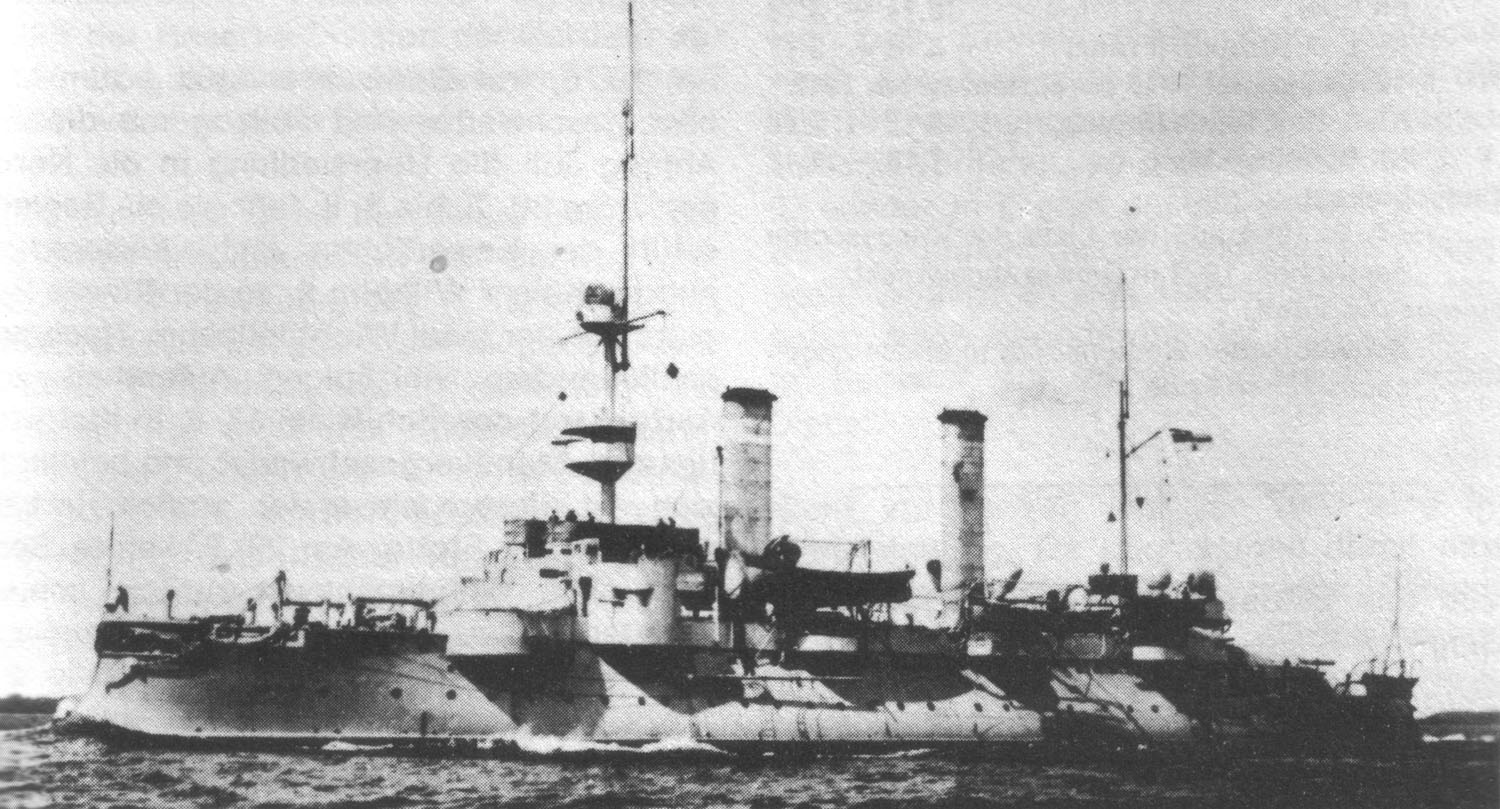
Die Beowulf nach dem Umbau

Nach dem Abschluss des Umbaus sowie der darauf folgenden Werftprobefahrten wurde die Beowulf am 1. Juli 1902 wieder in Dienst gestellt, um an den Herbstmanövern teilzunehmen. Nach deren Abschluss wurde das Schiff bereits am 25. September außer Dienst gestellt. Entgegen der ursprünglichen Planung wurde die Beowulf am 8. Juli 1903 wieder aktiviert, um die aufgrund einer Maschinenhavarie ausgefallene Hagen zu ersetzen. Es folgte der Einsatz im II. Geschwader, das letztmals nur vorübergehend für die Herbstmanöver gebildet wurde. Am 22. September erfolgte die Bildung der „Aktiven Schlachtflotte“, 1907 in „Hochseeflotte“ umbenannt, sowie dem nun bis zum August 1917 dauerhaft bestehenden II. Geschwaders unter Konteradmiral Ernst Fritze, dem auch die Beowulf angehörte. Neben den üblichen Verbandsübungen erfolgte im Juli und August 1904 eine Reise in niederländische und norwegische Gewässer. Nach dem Herbstmanövern des Jahres 1904 wurde die Beowulf durch die Wörth ersetzt und am 23. September außer Dienst gestellt.
Das Küstenpanzerschiff gehörte fortan zum Reservegeschwader. Eine letztmalige Aktivierung des Schiffs in Friedenszeiten erfolgte am 22. Juli 1909. Das Reservegeschwader gehörte für die Zeit der Herbstmanöver als III. Geschwader zu der aus allen in der Reserve befindlichen Schiffen gebildeten Reserveflotte unter Vizeadmiral Hugo Zeye. Nach dem Ende der Manöver wurde die Reserveflotte wieder aufgelöst und die Beowulf wieder außer Dienst gestellt.

### Erster Weltkrieg
Bei Ausbruch des Ersten Weltkriegs wurden die Küstenpanzerschiffe am 12. August 1914 reaktiviert und im VI. Geschwader unter Konteradmiral Richard Eckermann zusammengefasst. Das Geschwader wurde für den Küstenschutz in der Nordsee eingesetzt. Die Beowulf wurde am 4. Mai 1915 in die Ostsee befohlen, wo sie drei Tage später an der Beschießung und Einnahme von Libau teilnahm. Vom 10. bis zum 21. Mai hielt sich das Schiff vor Memel auf, anschließend vor Libau. Am 28. Juni nahm die Beowulf Ziele in Windau unter Beschuss. Nach dem Eintreffen der Wörth sowie der Brandenburg verließ das Küstenpanzerschiff am 12. Juli Libau und lief Danzig an. Die dortige Kaiserliche Werft nahm bis zum 8. September eine Neuberohrung der Kessel vor. Während dieser Zeit, am 31. August, erfolgte die Auflösung des VI. Geschwaders und die Beowulf wurde offiziell der Küstenschutzdivision der Ems zugeteilt. Vom 11. September 1915 bis zum 28 Februar 1916 versah das Schiff den Vorpostendienst in der Nordsee, wobei es sich hauptsächlich auf der Reede vor Borkum aufhielt.
Ab dem 2. März 1916 diente die Beowulf mit reduzierter Besatzung als Zielschiff für U-Boote sowie als Beischiff für die Hamburg, dem Flaggschiff des Führers der Unterseeboote. Ein Jahr später, am 12. März 1917, wurde das Küstenpanzerschiff schließlich in Danzig außer Dienst gestellt.
Da es Ende des Jahres 1917 in der Ostsee an Eisbrechern fehlte, wurde die Beowulf am 12. Dezember wieder in Dienst gestellt. Ab Januar 1918 übernahm das Schiff, zumeist von Libau oder Windau aus, die Funktion als Eisbrecher. Vom 11. März an diente die Beowulf während der Finnland-Intervention als Führerschiff für den Chef des Suchverbandes der Ostsee, Fregattenkapitän Hugo von Rosenberg. Während der Liegezeit in Turku stellte die Besatzung die beiden russischen Kanonenboote Golub und Pingvin als Minensucher Beo und Wulf in Dienst. Letzteres wurde später der neuen finnischen Marine als Hämeenmaa übergeben. Am 19. Mai endete die Funktion als Führerschiff und die Beowulf verließ Helsingfors in Richtung Libau, wo sie vom 27. Mai bis zum 24. Juli an der Werft lag.
Am 1. Juni wurde die Dienststelle des Befehlshabers der Baltischen Gewässer (B. B. G.) geschaffen und mit Konteradmiral Ludolf von Uslar besetzt. Der B. B. G. war östlich der Linie Rixhöft–Öland sowohl See- als auch Landbefehlshaber und unmittelbar dem Kommando der Marinestation der Ostsee unterstellt. Zum Flaggschiff des B. B. G. wurde die Beowulf ernannt, die damit zum Ende ihrer Laufbahn nochmals einen Höhepunkt erreichte. Konteradmiral von Uslar hielt sich jedoch nur wenig an Bord des Küstenpanzerschiffes auf. Die Beowulf lief am 8. August von Libau aus nach Helsingfors und Reval und stand für das Unternehmen Schlußstein bereit, dessen Planung jedoch am 1. September eingestellt wurde. Nach dem Ende des Krieges lief das Schiff nach Danzig, wo es am 30. November endgültig außer Dienst gestellt wurde.

## Verbleib
Die Beowulf wurde am 17. Juni 1919 aus der Liste der Kriegsschiffe gestrichen. Das Schiff wurde an die Norddeutsche Tiefbaugesellschaft in Berlin verkauft und 1921 in Danzig abgewrackt.

## Kommandanten
| 1. April bis September 1892           | Kapitän zur See Heinrich von Preußen                          |
| September bis Dezember 1892           | Korvettenkapitän von Kries                                    |
| Dezember 1892 bis September 1893      | Korvettenkapitän Rudolf von Eickstedt                         |
| September 1893 bis Januar 1894        | Kapitänleutnant Otto Hoepner (reduzierte Besatzung)           |
| Februar bis 2. Oktober 1894           | Korvettenkapitän / Kapitän zur See Alfred Gruner              |
| 1. August bis September 1895          | Korvettenkapitän Karl Ascher                                  |
| September 1895 bis September 1896     | Korvettenkapitän Eduard Holzhauer                             |
| September bis 13. November 1896       | Korvettenkapitän August von Heeringen                         |
| 3. August bis Oktober 1897            | Korvettenkapitän August von Dassel                            |
| Oktober 1897 bis Juli 1898            | Korvettenkapitän Hugo Emsmann                                 |
| Juli bis September 1898               | Fregattenkapitän Wilhelm Kindt                                |
| September bis November 1898           | Korvettenkapitän Hugo Emsmann                                 |
| November 1898 bis 23. März 1900       | Korvettenkapitän Hermann Lilie                                |
| 1. Juli bis 25. September 1902        | Fregattenkapitän Carl Paschen                                 |
| 8. Juli bis September 1903            | Fregattenkapitän Hartwig von Dassel                           |
| September 1903 bis 23. September 1904 | Korvettenkapitän / Fregattenkapitän Franz von Holleben        |
| 22. Juli bis 15. September 1909       | Kapitän zur See Gottfried Freiherr von Dalwigk zu Lichtenfels |
| 12. August 1914 bis März 1916         | Fregattenkapitän Paul Ebert                                   |
| März 1916 bis 12. März 1917           | Kapitänleutnant Franz Strauch                                 |
| 12. Dezember 1917 bis Juli 1918       | Kapitänleutnant Franz Wilde                                   |
| Juli bis 30. November 1918            | Korvettenkapitän Erich Schultze-Jena                          |